# André-Ferdinand Jayet
Pour les articles homonymes, voir Jayet.
André-Ferdinand Jayet, né le 6 août 1787 à Yverdon et mort le 13 juin 1877 à Yverdon, est un avocat, un juge, un journaliste et une personnalité politique suisse.

## Biographie
De confession protestante, originaire de Moudon et d'Yverdon, André-Ferdinand Jayet est le fils de Philippe François Jayet et d'Anne-Marianne Paccotton. Il reste célibataire. Docteur en droit, il est inscrit au barreau vaudois de 1816 à sa mort. Il est en outre secrétaire de la commission chargée de rédiger le nouveau Code civil cantonal en 1818 et juge d'appel entre 1824 et 1830.

### Parcours politique
Membre du Parti libéral, André-Ferdinand Jayet est député au Grand Conseil vaudois de 1817 à 1839. Il est Conseiller d'État de 1830 à 1832, ainsi que député à la Diète fédérale de 1830 à 1831 et en 1833. Il co-rédige en 1831 les directives de la commission d'enquête nommée pour évaluer l'état de l'industrie, de l'agriculture et du commerce dans le canton. Journaliste libéral, il rédige en 1827 plusieurs articles dans le Nouvelliste vaudois concernant le droit à la publicité électorale,.